# بدون سکان
بدون سکان (به انگلیسی: Rudderless) فیلمی محصول سال ۲۰۱۴ و به کارگردانی ویلیام اچ میسی است. در این فیلم بازیگرانی همچون بیلی کروداپ، آنتون یلچین، فلیسیتی هافمن، جیمی چانگ، سلنا گومز، لارنس فیشبرن، ویلیام اچ میسی، مایلز هایزر، کیت میکوچی و سوزان کرول ایفای نقش کرده‌اند.